# Шейко, Глеб Андреевич
Глеб Андреевич Шейко (род. 19 ноября 1996, Пермь, Россия) — российский профессиональный баскетболист, играющий на позиции защитника.
Сын баскетболиста, чемпиона России в составе «Урал-Грейта» Андрея Шейко.

## Карьера
Воспитанник СШОР «Олимпиец» г. Перми.
Прошел через молодежные команды «Пармы» и подписал профессиональный контракт.
Выступал за основную команду «Пармы» с 2015 по 2023 г. В 2023 г. перешел в московскую «МБА».
Является мастером спорта.
Обладатель Кубка Росси по баскетболу 2018/2019 в составе «Пармы». Бронзовый медалист Кубка России по баскетболу в составе «МБА-МАИ».
Летом 2025 г. перешел в «Самару». БК «Самара» объявил о переходе 1 августа.